# TrES-2
Désignations
TrES-2, également appelée GSC 03549-02811 et, plus rarement, Kepler-1, est une étoile binaire située à environ ∼ 704 a.l. (∼ 216 pc) du Système solaire, dans la constellation du Dragon. Elle est formée d'une naine jaune, TrES-2 A, très semblable au Soleil, et d'une naine orange, TrES-2 C ou Kepler-2 B, un tiers moins massive, dont les projections sur la voûte céleste sont distantes l'une de l'autre de 232 ± 12 UA compte tenu de la distance du système.
Une exoplanète de 1,2 fois la masse de Jupiter a été détectée par la méthode des transits autour de l'étoile principale du système dès 2006 dans le cadre du Trans-Atlantic Exoplanet Survey, et baptisée TrES-2 b. Il a depuis été établi que cet astre, de type Jupiter chaud, orbite en un peu moins de 2,5 jours à seulement 0,035 6 UA de l'étoile, soit moins d'un dixième du demi-grand axe de l'orbite de Mercure autour du Soleil, ce qui lui vaut une température d'équilibre moyenne de plus de 1 220 °C.
| Planète  | Masse (MJ)    | Période orbitale (j) | Demi-grand axe (UA) | Excentricité |
| -------- | ------------- | -------------------- | ------------------- | ------------ |
| TrES-2 b | 1,199 ± 0,052 | 2,47063 ± 1 × 10-5   | 0,03556 ± 0,00075   | Fixé à 0     |

La particularité de TrES-2 b est son albédo géométrique très faible,, d'une valeur mesurée inférieure à 1 %, la meilleure modélisation étant obtenue pour un albédo d'à peine 0,04 %.